# غيردية كابريرية
غيردية كابريرية (الاسم العلمي: Gaillardia cabrerae) هو نوع من النباتات يتبع جنس الغيردية من الفصيلة النجمية.